# HMS Hermes (95)
HMS Hermes (95) là một tàu sân bay của Hải quân Hoàng gia Anh Quốc, là chiếc tàu đầu tiên trên thế giới được thiết kế và chế tạo như một tàu sân bay, cho dù chiếc Hōshō của Hải quân Đế quốc Nhật Bản lại là chiếc đầu tiên được đưa ra hoạt động. Vào đầu Chiến tranh Thế giới thứ hai, Hermes bị máy bay Nhật đánh chìm tại Ceylon ngày 9 tháng 4 năm 1942.

## Thiết kế và chế tạo
Hermes được đặt lườn bởi hãng Sir W. G. Armstrong-Whitworth and Company tại High Walker trên sông Tyne vào tháng 1 năm 1918 và hạ thủy vào ngày 11 tháng 9 năm 1919. Nó chỉ được đưa ra hoạt động vào năm 1923. Thiết kế của chiếc Hermes đi trước và đã có ảnh hưởng đối với Hōshō, và nó được hạ thủy trước khi chiếc Hōshō được đặt lườn; tuy nhiên việc hoàn thiện nó bị chậm trễ và kéo dài khiến nó chỉ được đưa ra hoạt động hơn sáu tháng sau chiếc Hōshō.
Giống như Hōshō, thiết kế của Hermes dựa trên thân của kiểu tàu tuần dương, và tích hợp các bài học rút ra được từ hoạt động của các tàu sân bay trước đó như là HMS Furious và HMS Argus. Đáng kể là nó có một sàn đáp dọc suốt chiều dài thân tàu và đảo cấu trúc thượng tầng cùng ống khói được bố trí bên mạn phải. Sự cải tiến sau này giúp lái con tàu một cách hiệu quả mà không ảnh hưởng đến hoạt động không quân. Lý luận để sắp xếp mọi cấu trúc bên mạn phải là do mọi máy bay cánh quạt đời đầu vào thời đó đều trang bị động cơ bố trí hình tròn xoay theo chiều kim đồng hồ (khi nhìn từ phía sau). Khối lượng gió cuộn lớn phát sinh một mô-men xoắn đáng kể, khiến chiếc máy bay có xu hướng lượn sang bên trái khi cất cánh; và lý tưởng nhất là nên tránh xa mọi vật cản tiềm tàng. Một chi tiết khác biệt đáng kể khác là cột buồm chính dạng ba chân với hai chân trước và một chân sau, một cách sắp xếp độc đáo. Tuy nhiên, kinh nghiệm hoạt động cùng với Hermes cho thấy lực lượng không quân phối thuộc quá nhỏ, sự bảo vệ và tầm hoạt động bị giới hạn, tốc độ không theo kịp hạm đội và sự cân bằng kém, nhất là khi ra biển khơi.
Cho dù có kích cỡ lớn, Hermes chỉ mang theo được 20 máy bay. Giống như những tàu sân bay khác vào thời đó, khi chế tạo Hermes được trang bị các dây hãm dọc, nhưng sau đó được thay thế bằng các dây hãm căng ngang vào đầu những năm 1930.

## Lịch sử hoạt động
Trong Chiến tranh Thế giới thứ hai, Hermes phục vụ một thời gian ngắn cùng Hạm đội Nhà trước khi chuyển sang khu vực Nam Đại Tây Dương từ tháng 10 năm 1939. Nó phối hợp hoạt động cùng Hải quân Pháp tại căn cứ ở Dakar cho đến khi Chính phủ Vichy lên nắm quyền và hợp tác với phe Trục. Khi đó Bộ Hải quân ra lệnh cho Hermes rời khỏi Dakar tuần tra khu vực lân cận để theo dõi các hoạt động của Hải quân Pháp theo phe Vichy. Hoạt động duy nhất của nó là vào ngày 8 tháng 7 năm 1940, khi những máy bay Swordfish của nó tấn công chiếc thiết giáp hạm Pháp Richelieu tại Dakar và đánh trúng được một quả ngư lôi.
Vào tháng 7 năm 1940, nó bị tai nạn va chạm với chiếc tàu buôn AMC Corfu và được sửa chữa tại Simonstown, Nam Phi. Sau khi việc sửa chữa hoàn tất, nó tiếp tục nhiệm vụ tuần tra, nhưng lần này là tại Ấn Độ Dương trong thành phần của Hạm đội Viễn Đông.

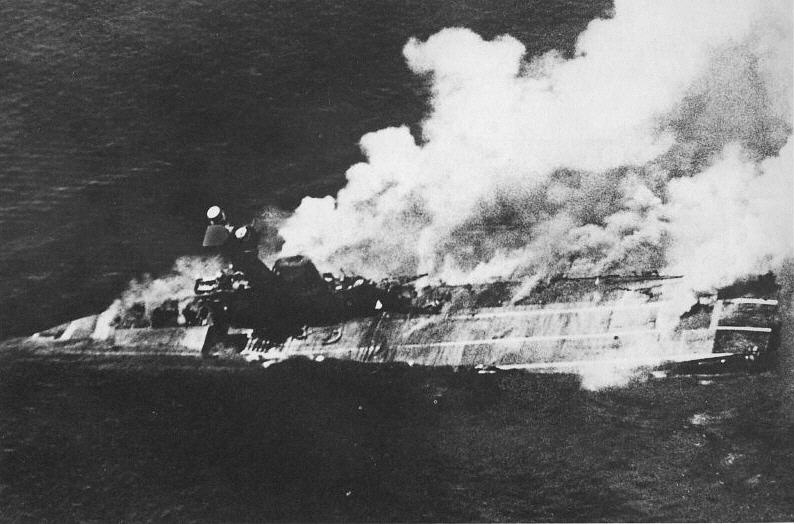
Hermes đang bị chìm sau đợt không kích của Nhật vào ngày 9 tháng 4 năm 1942.

Trong trận Không kích Ấn Độ Dương, Hermes đang được sửa chữa tại cảng Trincomalee thuộc Ceylon (ngày nay là Sri Lanka). Sự cảnh báo sớm đưa ra từ hệ thống giải mã Ultra về cuộc tấn công của quân Nhật đã giúp cho nó rời khỏi cảng kịp lúc và tránh được đợt không kích thứ nhất, nhưng vào ngày 9 tháng 4 năm 1942, nó bị một máy bay trinh sát Nhật Bản phát hiện khi đang ngoài khơi Batticaloa. Không có các máy bay của chính mình, chiếc tàu sân bay không thể tự vệ khi bị 50 máy bay ném bom bổ nhào Aichi D3A1 "Val" từ các tàu sân bay Akagi, Hiryu và Soryu tấn công. Bị đánh trúng khoảng 40 lần, Hermes chìm với tổn thất 307 người. Những tàu hộ tống của nó bao gồm tàu khu trục HMAS Vampire và tàu hộ tống nhỏ Hollyhock cùng hai tàu chở dầu cũng bị đánh chìm. 590 người sống sót sau cuộc tấn công được tàu bệnh viện Vita vớt lên và đưa về Colombo.
Xác tàu đắm của chiếc Hermes nằm tại Ấn Độ Dương ngoài khơi Batticaloa, Sri Lanka.